# Plan Calvet

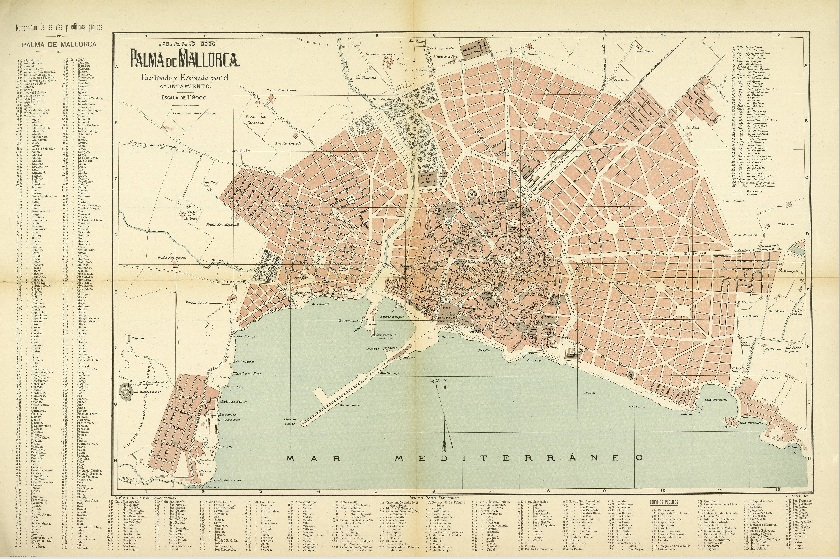
Plano de Palma de Mallorca de principios del. En un color más rosado, pueden apreciarse aquellas áreas proyectadas por el plan Calvet, que en ese momento estaban siendo urbanizadas.

El Plan Calvet fue un plan de reforma y ensanche de la ciudad de Palma de Mallorca (España) de 1901, que seguía los criterios de un plano radioconcéntrico, con una estructura que se caracteriza por tener avenidas circunvalantes y calles o avenidas radioconcéntricas. Fue creado por el ingeniero Bernardo Calvet, que había ganado un concurso del Ayuntamiento de Palma de Mallorca.
El Ensanche contemplado en el plan se desplegaba sobre una inmensa superficie, que estaba libre de construcciones al ser considerada zona militar estratégica. Proponía la construcción de nuevos barrios de forma radial en torno a la antigua ciudad, se extendía desde el barrio de el Jonquet hasta El Molinar, con calles de cuarenta, treinta, veinte y diez metros de amplitud y con una altura máxima de construcción de veinte metros. La novedad en la aplicación del plano radioconcéntrico consistía en la construcción de un cinturón de ronda en el lugar ocupado por los fosos de las murallas.
El desarrollo del plan se alargó hasta la década de 1940, sustituido después por otros como el Plan Alomar o el Plan General de Ordenación Urbana de Palma que lo complementaron. A lo largo de todo este tiempo, el plan se ha ido transformando y muchas de sus directrices no se aplicaron. Los intereses de los propietarios del suelo y la especulación desvirtuaron finalmente el plan Calvet.

## Contexto histórico

### Palma durante elsigloXIX. Insalubre y oprimida
A lo largo del siglo XIX la situación sanitaria y social de la población de Palma de Mallorca se había ido haciendo asfixiante.
La muralla que había permitido a la ciudad resistir ataques en el pasado tan solo conservaba ahora la función de aduana y, además, representaba un freno a la expansión urbana. El crecimiento demográfico elevó la población de 41 000 habitantes en 1842 a 53 000 en 1860 y llegó a 61 000 en 1887. Los 5 km de muralla rodeaban la superficie que hoy equivale al Distrito Centro.
Las condiciones de salubridad empeoraban fruto de la densidad y de la falta de infraestructuras sanitarias como las redes de alcantarillado o agua corriente. Los entierros en cementerios delante de las iglesias eran focos de infecciones, de contaminación de aguas subterráneas y de epidemias. A pesar de la decisión de hacer los entierros en el cementerio de Son Tritló decretada el 1806 por el obispo Bernardo Nadal Crespí, no se consolidó su funcionamiento hasta mediados del siglo XIX.
En estas circunstancias, la media de vida se situaba en 36 años para los ricos y de 23 para los pobres y jornaleros. La ciudad, de la misma manera que el resto de las Islas Baleares, había sido castigada por la peste en los siglos XV y XVI, sufrió además, diversas epidemias a lo largo del XIX, como la fiebre amarilla, el cólera (véase: Pandemias de cólera en España), o el sarampión.

### Derribo de las murallas

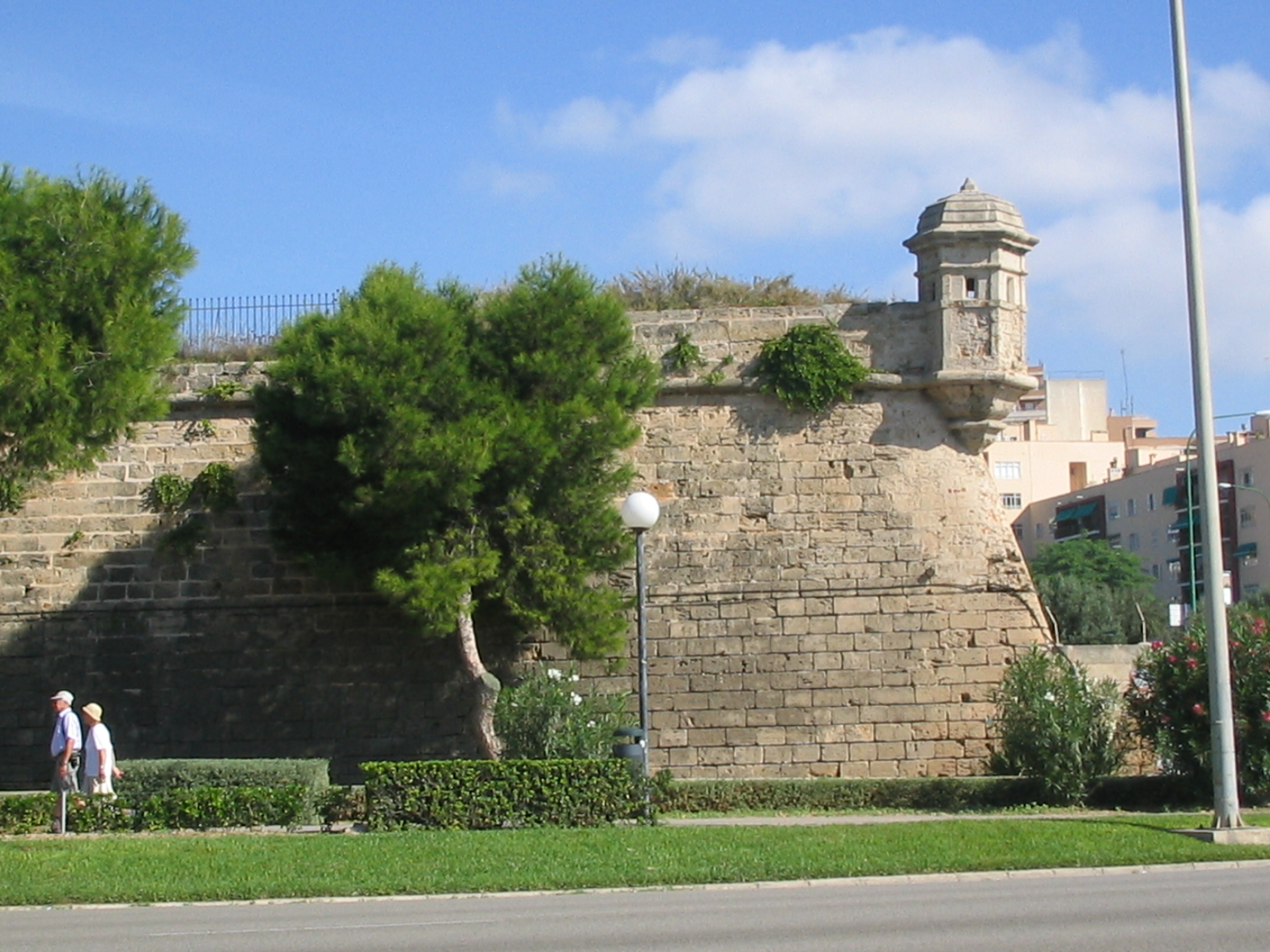
Parte de la antigua muralla de Palma que se conserva cerca del Parque del mar.

A principios del siglo XIX Palma, al igual que otras ciudades españolas, estaba cercada por murallas. La ciudad apenas había sufrido modificaciones urbanas desde el siglo XVII, carecía de calles anchas y agua corriente, por lo que surgió la necesidad de expandirse más allá de las murallas. En la sesión del pleno del 9 de octubre de 1868, el concejal Gabriel Humbert pidió solicitar a la Junta del Gobierno de las Islas Baleares el derribo de estas. Tras varios años de disputas, a causa de la oposición al derribo por parte del ejército, en enero de 1873 el presidente de la Primera República Española, Estanislao Figueras, autorizó el derribo de parte de la muralla que daba al mar. Con esta reforma, sin embargo, no se solucionaba el problema de la ciudad, ya que en los escasos terrenos ganados al mar no había espacio suficiente como para construir un edificio. En dicha explanada fue construido en 1910 el Paseo Sagrera.
En 1885 se publicó el libro titulado La ciudad de Palma, cuyo autor era Eusebio Estada. En él se recogían las dos principales aspiraciones de la población de aquella época, deshacerse del encierro de las murallas y de las «zonas polémicas», que impedían la edificación normal en una franja de 1 250 metros. El libro tuvo una gran repercusión entre la población, demostró la inutilidad defensiva de las mismas, la desbordante densidad de población del casco antiguo y sus lamentables condiciones higiénico-sanitarias.
Finalmente, el 7 de mayo de 1895 se aprobó la ley por la cual desaparecerían las zonas polémicas, y sus terrenos pasaban al ayuntamiento de la ciudad. Siete años después, el 12 de febrero de 1902, el rey Alfonso XIII firmó la Real Orden concediendo el inmediato derribo de las murallas. Varios años antes, en 1897, ya se había convocado el concurso municipal para la realización del plan de Ensanche que ganó Calvet

## Concurso municipal
En 1897 fue convocado el concurso para elegir un proyecto de ensanche. En sus bases aparecían diversas condiciones que debían cumplir los planes que se presentasen. Debería extenderse de forma radial en torno al casco antiguo. Los ejes radiales tomados como puntos de referencia fueron las principales vías de comunicación de la ciudad, los caminos de Andrach, Sóller, Inca, Manacor y Llucmajor o, tal y como se denominarían posteriormente, las carreteras C-719, C-711, C-713, C-715 y C-717. Enlazaban el casco antiguo con los periféricos barrios de Son Alegre, Santa Catalina, el Campo de Serralta, la Punta, Son Espanyolet y La Soledad. Además, en las bases del concurso se estableció tres categorías de calles. Las de primer orden tendrían treinta metros de ancho con edificios de veinte metros de altura máxima; las de segundo, veinte metros de anchura con edificios de dieciséis metros de altura máxima; y las de tercer orden, diez metros de anchura con edificios de tres metros de altura máxima; este hecho haría que en cada manzana hubiese entre un 20 y un 25% de espacio libre.

### Principales proyectos presentados
Entre los proyectos presentados al concurso destacaron el de Calvet y otro, presentado bajo el título Salus Populi, del cual se desconoce su verdadero autor. Son dos los posibles autores que se barajan, el ingeniero de caminos mallorquín Eusebio Estada o Pedro García Faria, ingeniero de caminos y arquitecto catalán, discípulo de Ildefonso Cerdá. El proyecto fue remitido desde Cartagena, hecho con el que no se ha podido encontrar ninguna relación de esta ciudad con ninguno de los presuntos autores. A pesar de que el proyecto Salus Populi pretendía armonizar la comodidad y la higiene con la estética, además de ser más práctico y funcional, finalmente el ayuntamiento, se decantó por el de Calvet, ya que era más económico.

## Plan Calvet
El proyecto, que se ajustaba al artículo quinto del Reglamento de Ensanche de 1877, tenía una memoria que, en una primera parte, incluía estudios geológicos, topográficos, meteorológicos y estadísticos sobre población. Hacía además una descripción general del ensanche con el diseño de la red viaria radial y un cinturón de ronda en el lugar ocupado por las murallas. Al norte del hornabeque (actual barrio de El Fortín), y siguiendo el curso del torrente de la Riera, ideó unos jardines Públicos y una pequeña zona ajardinada junto al torrente de San Magín, con lo que daba cumplimiento al artículo noveno de la convocatoria. No indicaba en el plano la situación de los edificios públicos, aunque sí citaba la construcción de tres mercados. Siguiendo el citado artículo del reglamento, proyectó en algunos casos sin profundizar, las vías; su dirección, orden, anchura, perfiles, pavimento, aceras, sistemas de desagüe y alcantarillas, agua potable y gas del alumbrado. En una segunda parte, adjuntó el presupuesto que era preceptivo de acuerdo con los artículos quinto y tercero del Reglamento de Ensanche de 1877.

### Aplicación del plan Calvet

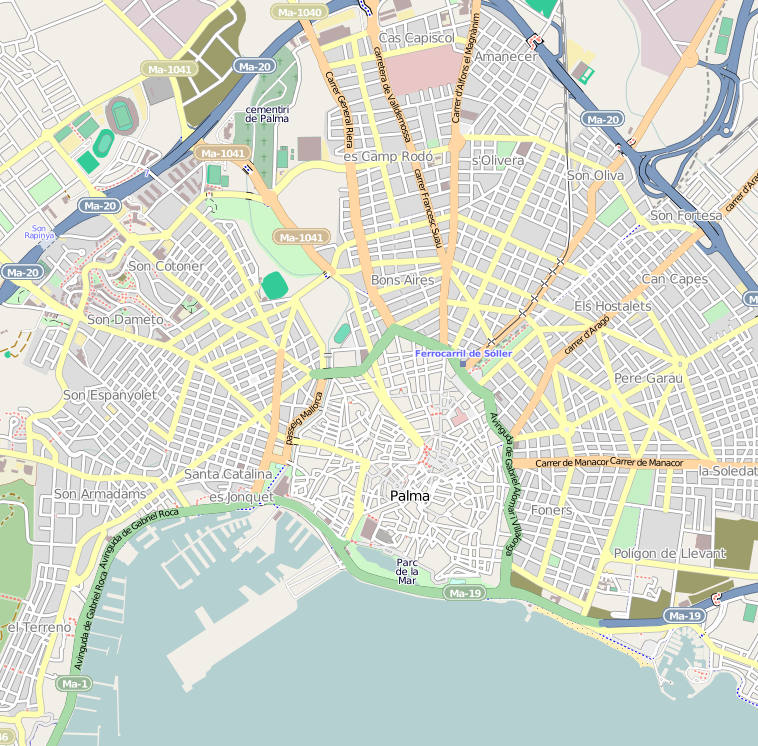
Plano contemporáneo de Palma de Mallorca. El área de incidencia de Calvet es la que hoy corresponde con el llamado Ensanche o Eixample, delimitado por las Avenidas (en la imagen, vía de color verde) y la Vía de Cintura (en la imagen, vía de color azul).

La superficie del ensanche había sido calculada para las necesidades de la ciudad en un período de veinticinco años. En 1940 —año fijado por Calvet para la finalización del proyecto— parte del ensanche estaba todavía sin cubrir, existiendo una importante zona despoblada situada al este de la ciudad. No obstante, si el Ayuntamiento hubiese limitado las construcciones en el extrarradio, para aquel entonces ya hubiera estado construida la totalidad del área del proyecto, aunque con una mínima densidad de población, ya que más de la mitad de las construcciones eran viviendas unifamiliares de una sola planta.
La urbanización se llevó a cabo con más lentitud de la prevista. Entre 1925 y 1945 todavía se estaban construyendo las calles y las vías. Las obras se realizaban por empresas contratadas mediante subasta pública y los terrenos se adquirían por expropiación, aunque eran muchos los que se los cedían al ayuntamiento.
Durante la aplicación del plan no se tuvo en cuenta las disposiciones que regulaban la altura de los edificios en relación con la anchura de las calles. Debida al gran número de edificaciones de una sola planta, en 1937 se clasificaron las vías según su importancia, determinando la altura mínima de las fachadas y su extensión longitudinal en cada una de ellas. Para las de primer orden se fijaba la altura mínima en diecinueve metros, en las calles de segundo orden, se establecía la altura en quince metros. Once metros para las de tercer orden, y siete y medio para las de cuarto orden. Debido a que no se establecieron alturas máximas en el ensanche durante su aplicación práctica, rápidamente proliferaron calles oscuras y limitadas entre los grandes bloques de las calles de primer y segundo orden.
Entre las pérdidas del plan destaca una de las pocas zonas verdes situada en el Distrito de Poniente, también se redujo el tamaño de otra importante, situada entre la Riera y el camino de Jesús al construirse el Velódromo de Tirador (1903), los institutos Juan Alcover y Ramon Llull (1916), el hipódromo de Buenos Aires (1917) y el Canódromo Balear (1932). Aunque se construyeron otras, como por ejemplo la explanada del glacís en el barrio de Santa Catalina. 
Otra de las características destacables de la aplicación del plan es que debido a la lentitud de la urbanización se encuentran varios estilos arquitectónicos en el ensanche, como el regionalismo, modernismo, racionalismo o los estilos propios de la posguerra.

### Críticas al plan
Fueron varios los arquitectos y urbanistas que dieron su opinión sobre el plan de Ensanche creado por Calvet. Entre los que realizaron críticas al plan, tanto positivas como negativas, destacan Gaspar Bennazar, Guillermo Forteza Piña y Gabriel Alomar Esteve.
Una de las críticas positivas recibidas fue la de Gaspar Bennazar Moner, que fue arquitecto municipal y autor del Plan General de reforma de Palma (1916). Sus propuestas se reducían a la solución de los problemas de circulación
e higiene mediante el trazado de grandes vías, elogió la obra de Calvet y afirmó que «su práctico desarrollo nos va demostrando sus excelencias».
Las críticas realizadas por el arquitecto regionalista Guillermo Forteza no fueron tan positivas como las de Bennazar. Sus creaciones urbanísticas, influenciadas por Camillo Sitte y por el racionalismo, chocaban con los planteamientos de los ingenieros exclusivamente preocupados por cuestiones higiénicas y circulatorias a la hora de planificar la ciudad. Forteza era partidario de revisar el plan de ensanche debido al gran número de problemas y dificultades técnicas por las que atravesaba en aquel momento, por lo que al referirse a los planes urbanísticos de Cerdá y Calvet usaba estos términos: 

Si del monstruoso ensanche de Barcelona se ha podido decir que era una deshonra para Europa, del nuestro, si mentalmente lo unimos con la remodelación de Roma, y con el nuevo cementerio de Génova y otros engendros vecinos, podemos decir, sin miedo a equivocarnos, que es una deshonra para el Mediterráneo
Guillermo Forteza Piña, L'art de construir les ciutats i la reforma de Palma, Palma de Mallorca, Amengual i Muntaner, 1921, pág. 7.

En 1941 el arquitecto y urbanista Gabriel Alomar Esteve redactó el Plan General de Alineaciones y Reforma o Plan Alomar. Sus críticas se centraron en los aspectos circulatorios, higiénicos, estéticos y legales del ensanche. Según Alomar los principales problemas de la ciudad quedaban solucionados, aunque señalaba algunos defectos como la irracionalidad de las plazas, la falta de proporción en las vías, el límite entre zonas industriales y zonas residenciales, la ausencia de la estética o que no se marcase el límite del área de la ciudad y esto produjese gran número de zonas extraradiales sin plan de conjunto, fuera de los límites del ensanche, quedando en cambio en el interior áreas sin edificar, entre otras muchas.